# تاكيشي كاوامورا
تاكيشي كاوامورا (باليابانية: 川村毅؛ بالكانا: かわむら たけし) هو كاتب مسرحي ورائد ومخرج ياباني، ولد في 22 ديسمبر 1959 في طوكيو في اليابان.

## وصلات خارجية
- تاكيشي كاوامورا على موقع IMDb (الإنجليزية)
- تاكيشي كاوامورا على موقع قاعدة بيانات الفيلم (الإنجليزية)